# همه‌اش را خیلی خوب
«همه‌اش را خیلی خوب» (انگلیسی: All Too Well) ترانه‌ای از خواننده-ترانه‌سرای آمریکایی تیلور سوئیفت، برگرفته از چهارمین آلبوم استودیویی‌اش سرخ (۲۰۱۲) است که در ۲۲ اکتبر ۲۰۱۲ توسط بیگ مشین رکوردز منتشر شد. «همه‌اش را خیلی خوب» نخستین ترانه‌ای بود که سوئیفت برای سرخ نوشت. اشعار ترانه یک رابطهٔ عاشقه و فروپاشی این رابطه را شرح می‌کند.
سویفت برای آلبوم دوباره‌ضبط‌شده سرخ (نسخه تیلور) دو نسخه از «همه‌اش را خیلی خوب» را دوباره ضبط کرد— نسخه اصلی ۵ دقیقه‌ای و نسخه کامل ۱۰ دقیقه‌ای— که در ۱۲ نوامبر ۲۰۲۱ منتشر شد. «همه‌اش را خیلی خوب (نسخه ۱۰ دقیقه‌ای)» با همه‌اش را خیلی خوب: فیلم کوتاه به نویسندگی و کارگردانی سوئیفت همراه بود که در ۱۲ نوامبر با بازی سیدی سینک، دیلن اوبرایان و خود سوئیفت به نمایش درآمد. نسخه ۱۰ دقیقه‌ای به عنوان یک تک‌آهنگ تبلیغاتی در ۱۵ نوامبر منتشر شد. این نسخه بر خلاف قطعه سال ۲۰۱۲ با موفقیت تجاری در جهان روبه‌رو شد و در جایگاه نخست جدول‌های رتبه‌بندی فروش موسیقی استرالیا، کانادا، ایرلند، نیوزلند و ایالات متحده قرار گرفت و نخستین ترانهٔ طولانی‌مدت در تاریخ بود که در رتبهٔ نخست این جدول‌ها قرار می‌گیرد.

## پیش زمینه و انتشار

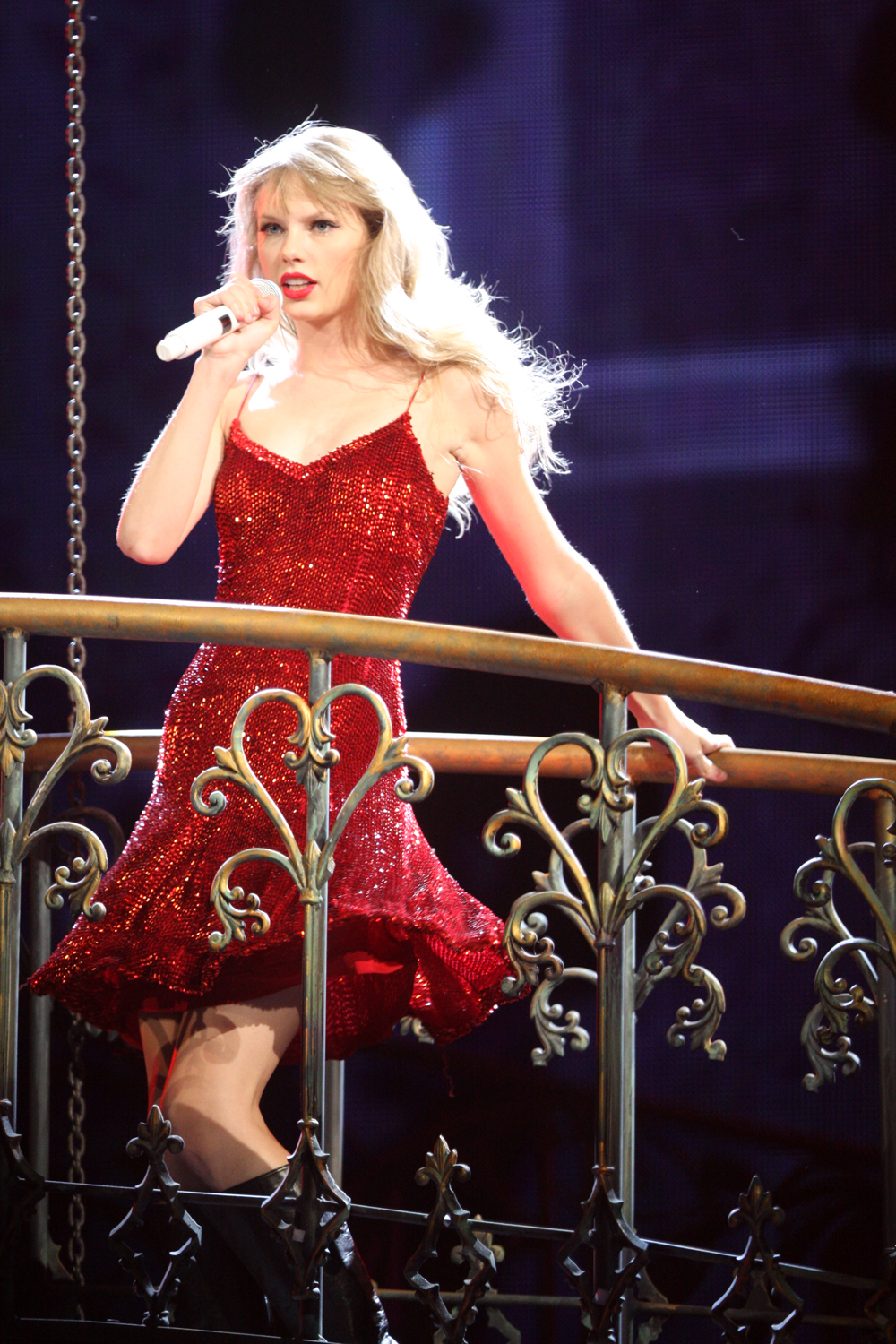
سوئیفت آهنگ را درحال تمرین برای تور جهانی حالا صحبت کن نوشت.

«همه‌اش خیلی خوب» اولین آهنگی بود که سوئیفت برای آلبوم سرخ خود نوشت، که تقریباً دو سال قبل از انتشار آلبوم اشعار آن را نوشت. سوئیفت در حالی که با نویسندگان مختلف در سرخ همکاری می‌کرد، این آهنگ را به همراه لیز رز نوشت که در آلبوم‌های قبلی خود نیز با او آهنگ‌های زیادی نوشته بود. رز گفته‌است که سوئیفت به‌طور غیرمنتظره‌ای از او خواسته‌است تا پس از چند سال عدم همکاری با سوئیفت، به نوشتن این آهنگ به عنوان پروژه‌ای تکی کمک کند. سوئیفت اولین پیش نویس این آهنگ را به‌طور غیرمنتظره‌ای در حالی که در تور جهانی حالا صحبت کن در فوریه ۲۰۱۱ بود، نوشت، با پیش نویس نهایی در مارس همان سال.
غزلی که بیش از همه به آن افتخار می‌کنم مربوط به «همه‌اش خیلی خوب» است: «و تو دوباره با من تماس می‌گیری تا مثل یک قول بشکنی / خیلی بی رحمانه به نام صادق بودن.» این چیزی بود که در حین بررسی صدا به در تور جهانی حالا صحبت کن آن رسیدم. من فقط این آکوردها را بارها و بارها روی صحنه می‌نواختم و گروهم هم به آن ملحق شد و من به غر زدن پرداختم. اینها برخی از خطوطی بود که به آنها فکر کردم... من در آن زمان دوران بسیار سختی را پشت سر می‌گذاشتم و گروهم به نوازندگی ملحق شد، و یکی از اولین چیزهایی که به ذهنم رسید، درست مثل تفکر کردن، این بود: «و تو دوباره به من زنگ زدی. برای شکستن من مثل یک قول، آنقدر بی رحمانه به نام صداقت».— سویفت در آغاز نوشتن «همه‌اش را خیلی خوب»، پاپداست
سوئیفت در مصاحبه‌ای با صبح بخیر آمریکا گفت که این آهنگ «سخت‌ترین آهنگ برای نوشتن در آلبوم» بود و گفت: «مدت زیادی طول کشید تا همه چیزهایی را که می‌خواستم در آهنگ بگذارم بدون اینکه ۱۰ دقیقه باشد ضبط کنم. - آهنگ ۱۰ دقیقه‌ای که نمی‌توانی آن را در آلبوم بگذاری. من داستانی می‌خواستم که بتواند در قالب یک آهنگ کار کند و به همکارم لیز رز زنگ زدم و گفتم: «بیا، ما باید این را تمام کنیم». و مدت زیادی طول کشید تا آن را دریافت کنم». رز همچنین گفت که این آهنگ در ابتدا «۱۰، ۱۲ یا ۱۵ دقیقه» بود، قبل از اینکه به «قطعات مهم» کاهش یابد. در مصاحبه‌ای بعدی، رز «همه‌اش را خیلی خوب» را اینطور توصیف کرد که «احتمالاً زمانی که سوئیفت با من تماس گرفت، یک آهنگ ۲۰ دقیقه‌ای بود». در پنج دقیقه و بیست و هشت ثانیه (۵:۲۸). در مصاحبه‌ای در سال ۲۰۲۰ در پادکست ۵۰۰ آلبوم برتر رولینگ استون، سوئیفت بعداً تأیید کرد که نسخه اصلی حدود ۱۰ دقیقه است و همچنین نشان داد که صریح است. ضبط استودیویی این آهنگ توسط نیتن چپمن و سوئیفت انجام شد.
لیز رز در مصاحبه‌ای با رولینگ استون توضیح داد که چگونه «همه‌اش را خیلی خوب» به وجود آمد و گفت:«وقتی (همه‌اش را خیلی خوب) را انجام دادیم، مدتی بود که از او چیزی نشنیده بودم. او واقعاً مشغول نوشتن نبود. پس از دریافت تماسی از سوئیفت و درخواست از او برای همکاری در این آهنگ، رز توضیح داد که سوئیفت اطلاعات زیادی داشت. من فقط او را رها کردم. او قبلاً یک ملودی داشت و شروع به خواندن چند کلمه کرد. شروع کردم به نوشتن چیزها و گفتم: «باشه، بیایید از این استفاده کنیم، بیایید از آن استفاده کنیم». رز بعداً گفت: «این احساسی‌ترین و عمیق‌ترین آهنگی بود که تا به حال نوشته‌ایم».
پیام مخفی این آهنگ در نت‌های خط قرمز «میپل لیتس» است. اولین نسخه از چهار نسخه لوکس انحصاری تارگت آلبوم ۲۰۱۹ سوئیفت عاشق حاوی دفتر خاطرات قدیمی او بود که در آن برخی از اشعار حذف شده «همه‌اش را خیلی خوب» را می‌توانید پیدا کنید: «اونجایی که دوباره هستیم / تو با تلفن گریه می‌کنی / متوجه شدی که تنها چیزی را که می‌شناختی از دست دادی» پل اصلی آهنگ بود، در حالی که سطرهای آغازین اولیه عبارت بودند از: «با تو از در گذر کردم / هوا سرد بود / تصاویر روی شومینه، تو در حال نشان دادن من در اطراف.» اشعار اصلی دیگر شامل «اینجا ما دوباره هستیم / وقتی شمع را خاموش کردی / این عشق شعله‌ور را گرفتی و مستقیماً به زمین هدایتش کردی / ترسیده دویدم، من آنجا بودم» و «شما چیزهایم را در یک جعبه پست می‌کنید و بدون توجه / به جز آن روسری از همان هفته اول / آره تو آن را در کشوی خود نگه می‌داری چون بوی من می‌دهد».
پس از اختلاف با اسکوتر براون و بیگ مشین رکوردز بر سر حقوق مسترهای شش آلبوم اول استودیویی خود، از جمله سرخ، سوئیفت اعلام کرد که قصد دارد هر یک از آلبوم‌ها را تحت برچسب جدید خود، ریپابلیک رکوردز، دوباره ضبط کند. در ۱۸ ژوئن ۲۰۲۱، سوئیفت اعلام کرد که سرخ (نسخه تیلور) در ۱۲ نوامبر ۲۰۲۱ منتشر خواهد شد. او در یک پست رسانه اجتماعی که آلبوم را اعلام کرد، نوشت: «این اولین باری است که تمام ۳۰ آهنگ مورد نظر را می‌شنوید. و خب، یکی از آنها حتی ده دقیقه طول می‌کشد». این گمانه زنی‌های گسترده‌ای را ایجاد کرد که نسخه ۱۰ دقیقه‌ای اصلی «همه‌اش را خیلی خوب» ممکن است در سرخ (نسخه تیلور) گنجانده شود، که با انتشار سوئیفت تأیید شد. فهرست ترانه‌های رسمی در ۶ اوت ۲۰۲۱ اعلام شد.

## جدول‌های موسیقی
| جدول (۲۰۱۲)                                | بهترین جایگاه |
| ------------------------------------------ | ------------- |
| کانادا (۱۰۰ تک‌آهنگ داغ کانادا)             | ۵۹            |
| بیلبورد هات ۱۰۰ ایالات متحده               | ۸۰            |
| ترانه‌های داغ کانتری ایالات متحده (بیلبورد) | ۱۷            |
| کانتری ایرپلی ایالات متحده (بیلبورد)       | ۵۸            |

| جدول (۲۰۲۱)                  | بهترین جایگاه |
| ---------------------------- | ------------- |
| اتریش (او۳ تاپ ۴۰ اتریش)     | ۱۶            |
| بلژیک (اولتراتاپ ۵۰ فلاندرز) | ۴۹            |
| آلمان (جدول‌های رسمی آلمان)   | ۳۶            |
| پرتغال (ای‌اف‌پی)              | ۴             |
| سوئیس (شوایزر هیت‌پاراد)      | ۱۹            |

## گواهینامه‌ها
| منطقه                                   | گواهی | واحد گواهی‌شده/فروش |
| --------------------------------------- | ----- | ------------------ |
| پرتغال (انجمن صنفی گرامافون)            | طلا   | ۱۰٬۰۰۰             |
| بریتانیا (بی‌پی‌آی)                       | نقره  | ۲۰۰٬۰۰۰            |
| ایالات متحده (آرآی‌ای‌ای)                 | طلا   | ۵۰۰٬۰۰۰            |
| رقم فروش+پخش جاری تنها بر پایهٔ گواهی‌ها. |       |                    |

## ضبط‌های مجدد ۲۰۲۱
سوئیفت دو نسخه از «همه‌اش را خیلی خوب» را برای آلبوم ضبط مجدد خود در سال ۲۰۲۱ سرخ (نسخه تیلور) دوباره ضبط کرد. اولین، «همه‌اش خیلی خوب (نسخه تیلور)»، یک ضبط مجدد از آهنگ ۲۰۱۲ است. دومی، «همه‌اش را خیلی خوب (نسخه ۱۰ دقیقه‌ای)»، نسخه خلاصه نشده این آهنگ است که شامل متن‌ها و ملودی‌های اصلی آن، از قبل گرفته شده است. سوئیفت نسخه ۱۰ دقیقه‌ای را برای دانلود و پخش دیجیتالی به عنوان یک تک آهنگ تبلیغاتی از سرخ (نسخه تیلور) در ۱۵ نوامبر ۲۰۲۱ از طریق ریپابلیک رکوردز منتشر کرد. یک روز پس از انتشار دیجیتال، سوئیفت این آهنگ را پس از نمایش «همه‌اش را خیلی خوب:فیلم کوتاه» در اولین نمایش فیلم خود و در شنبه شب زنده اجرا کرد.
«همه‌اش خیلی خوب (نسخه ۱۰ دقیقه‌ای)» با نقدهای تحسین آمیز منتقدان موسیقی مواجه شد که بسیاری از آنها ساختار آهنگ، داستان سرایی گسترده و نمایش آهنگ «حماسی» سویفت را ستودند. از نظر تجاری، سوئیفت در استرالیا، ایرلند، نیوزلند، و ایالات متحده به چارت دوبل رسید و هر یک از آهنگ‌ها و آلبوم‌های خود را به ترتیب با «همه‌اش خیلی خوب (نسخه ده دقیقه‌ای)» و سرخ (نسخه تیلور) در صدر جدول قرار داد. این آهنگ به طولانی‌ترین آهنگ تاریخ تبدیل شد که در صدر همه این چارت‌ها قرار گرفت.